# Turdus nudigenis
Turdus nudigenis là một loài chim trong họ Turdidae.